# Garnet Bailey
Pour les articles homonymes, voir Bailey.
Garnet Edward Bailey, dit Ace Bailey, né le 13 juin 1948 à Lloydminster en Saskatchewan et mort le 11 septembre 2001 à Lower Manhattan (New York, État de New York), est un joueur de hockey sur glace professionnel. Il est tué lors des attentats du 11 septembre 2001 contre le World Trade Center.

## Carrière
Il fut repêché par les Bruins de Boston au troisième tour, 13e au total, du repêchage amateur de la LNH 1966. Il porta aussi les couleurs des Red Wings de Détroit, des Blues de Saint-Louis, des Capitals de Washington de la Ligue nationale de hockey et des Oilers d'Edmonton de l'Association mondiale de hockey. Il remporta la Coupe Stanley avec les Bruins en 1970 et en 1972.
Au moment de sa mort, Bailey était directeur des dépisteurs des Kings de Los Angeles.

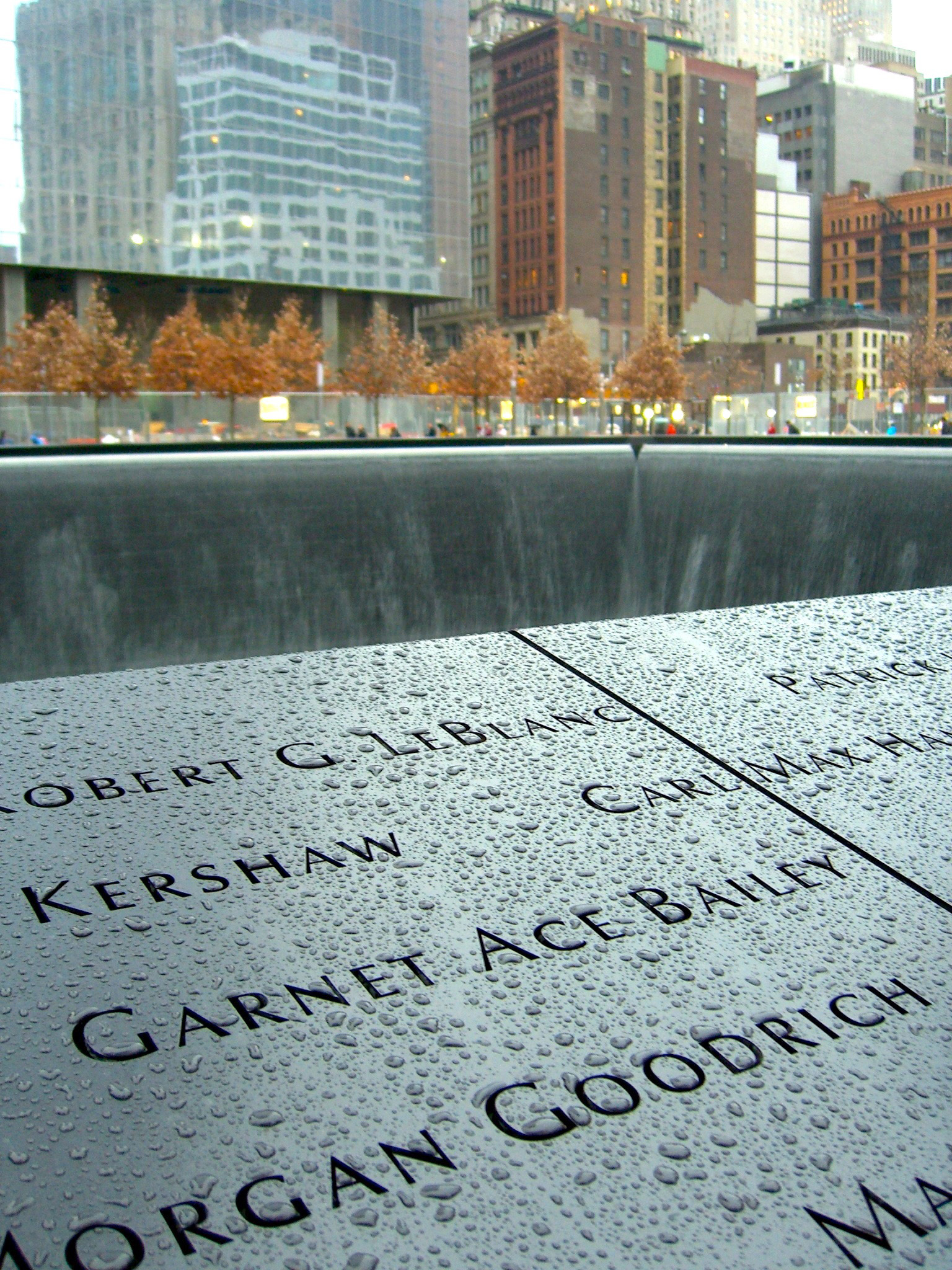
Le nom de Garnet "Ace" Bailey au mémorial du 11 Septembre.

## Statistiques
Pour les significations des abréviations, voir Statistiques du hockey sur glace.
| Saison     | Équipe                  | Ligue      |     | Saison régulière | Saison régulière | Saison régulière | Saison régulière | Saison régulière |   | Séries éliminatoires | Séries éliminatoires | Séries éliminatoires | Séries éliminatoires | Séries éliminatoires |
| Saison     | Équipe                  | Ligue      | PJ  | B                | A                | Pts              | Pun              | PJ               | B | A                    | Pts                  | Pun                  |                      |                      |
| 1966-1967  | Oil Kings d'Edmonton    | LHJMC      | 56  | 47               | 46               | 93               | 177              | -                | - | -                    | -                    | -                    |                      |                      |
| 1967-1968  | Blazers d'Oklahoma City | CPHL       | 34  | 8                | 13               | 21               | 67               | 7                | 0 | 5                    | 5                    | 36                   |                      |                      |
| 1968-1969  | Bears de Hershey        | LAH        | 60  | 24               | 32               | 56               | 104              | 9                | 4 | 10                   | 14                   | 10                   |                      |                      |
| 1968-1969  | Bruins de Boston        | LNH        | 8   | 3                | 3                | 6                | 10               | 1                | 0 | 0                    | 0                    | 2                    |                      |                      |
| 1969-1970  | Bruins de Boston        | LNH        | 58  | 11               | 11               | 22               | 82               | -                | - | -                    | -                    | -                    |                      |                      |
| 1970-1971  | Blazers d'Oklahoma City | LCH        | 11  | 3                | 8                | 11               | 28               | -                | - | -                    | -                    | -                    |                      |                      |
| 1970-1971  | Bruins de Boston        | LNH        | 36  | 0                | 6                | 6                | 44               | 1                | 0 | 0                    | 0                    | 10                   |                      |                      |
| 1971-1972  | Bruins de Boston        | LNH        | 73  | 9                | 13               | 22               | 64               | 13               | 2 | 4                    | 6                    | 16                   |                      |                      |
| 1972-1973  | Bruins de Boston        | LNH        | 57  | 8                | 13               | 21               | 89               | -                | - | -                    | -                    | -                    |                      |                      |
| 1972-1973  | Red Wings de Détroit    | LNH        | 13  | 2                | 11               | 13               | 16               | -                | - | -                    | -                    | -                    |                      |                      |
| 1973-1974  | Red Wings de Détroit    | LNH        | 45  | 9                | 14               | 23               | 33               | -                | - | -                    | -                    | -                    |                      |                      |
| 1973-1974  | Blues de Saint-Louis    | LNH        | 22  | 7                | 3                | 10               | 20               | -                | - | -                    | -                    | -                    |                      |                      |
| 1974-1975  | Blues de Saint-Louis    | LNH        | 49  | 15               | 26               | 41               | 113              | -                | - | -                    | -                    | -                    |                      |                      |
| 1974-1975  | Capitals de Washington  | LNH        | 22  | 4                | 13               | 17               | 8                | -                | - | -                    | -                    | -                    |                      |                      |
| 1975-1976  | Capitals de Washington  | LNH        | 67  | 13               | 19               | 32               | 75               | -                | - | -                    | -                    | -                    |                      |                      |
| 1976-1977  | Capitals de Washington  | LNH        | 78  | 19               | 27               | 46               | 51               | -                | - | -                    | -                    | -                    |                      |                      |
| 1977-1978  | Capitals de Washington  | LNH        | 40  | 7                | 12               | 19               | 28               | -                | - | -                    | -                    | -                    |                      |                      |
| 1978-1979  | Oilers d'Edmonton       | AMH        | 38  | 5                | 4                | 9                | 22               | 2                | 0 | 0                    | 0                    | 4                    |                      |                      |
| 1979-1980  | Apollos de Houston      | LCH        | 7   | 1                | 0                | 1                | 0                | -                | - | -                    | -                    | -                    |                      |                      |
| 1980-1981  | Wind de Wichita         | LCH        | 1   | 0                | 0                | 0                | 2                | -                | - | -                    | -                    | -                    |                      |                      |
| Totaux LNH | Totaux LNH              | Totaux LNH | 568 | 107              | 171              | 278              | 633              | 15               | 2 | 4                    | 6                    | 28                   |                      |                      |